# Куйбишевський нафтопереробний завод
АТ «Куйбишевський нафтопереробний завод» — російський нафтопереробний завод, знаходиться в Куйбишевському районі міста Самари. Основним видом діяльності є переробка нафти. Входить до групи ПАТ НК «Роснефть».

## Історія
Будівництво нафтопереробного заводу № 443 розпочалося у 1943 році за наказом Наркомату нафтової промисловості. Будівництвом займалося Управління особливого будівництва НКВС СРСР (Особстрой). До кінця 2 кварталу 1945 року найголовніші об'єкти нафтопереробного заводу № 443 були закінчені та здані в експлуатацію. Крім ув'язнених Безімянлага (близько 10 тис.чол.), на будівництві заводу були зайняті мобілізовані татари з Криму (близько 1500 чол.), а також вільнонаймані будівельники, значна частина яких у минулому була ув'язненими Безімянлага, після звільнення вони були закріплені. за Особбудом як трудомілізовані.
У вересні 1945 року завод випустив перший автомобільний бензин.
Селище «116 км» виникло в 1943 році у зв'язку з будівництвом КНПЗ і спочатку мало назву «Ново-Будівництво». У 1946 році в селищі «Ново-Будівництво» було 6 бараків та 14 цегляних будинків. На початку 1950-х років збудовано їдальню, продовольчий та промтоварний магазини, два гуртожитки, дитячий садок, військкомат, поліклініка, діяв клуб. Селище на той час мало назву «Соцмісто», таку ж назву отримала прилегла залізнична платформа (раніше мала назву «116 км»).
Селище «116 км» виникло 1943 року у зв'язку з будівництвом КНПЗ і спочатку мало назву «Ново-Будівництво». У 1946 році в селищі «Ново-Будівництво» було 6 бараків і 14 цегляних будинків. На початку 1950-х років побудовано їдальню, продовольчий і промтоварний магазини, два гуртожитки, дитячий садок, військкомат, поліклініку, діяв клуб. Селище на той час мало назву «Соцмісто», таке саме найменування отримала прилегла залізнична платформа (яка раніше мала назву «116 км»).
У 1992 році завод був перетворений на акціонерне товариство відкритого типу.

## Сучасний стан
Юридична адреса: м. Самара, вул. Грозненська, 25. Контрольний пакет акцій належить «Нафта-Актив». АТ «КНПЗ» є засновником ТОВ «Офіс» у м. Новокуйбишевську. АТ «КНПЗ» є соціальні об'єкти: санаторій — профілакторій у сел. Рубіжне, готель «Вогні заріччя», поліклініка (філія ММУ «Міська лікарня № 10»), їдальня.

## Власники та керівництво
Генеральний директор — Чепурнов Сергій Володимирович
10 травня 2007 року в ході розпродажу активів збанкрутілого ЮКОСу 100 % акцій підприємства у складі Лота № 11 було продано ТОВ «Нафта-Актив», афілійованій з нафтовою компанією ВАТ НК «Роснефть».